# Micippa xishaensis
Micippa xishaensis is een krabbensoort uit de familie van de Majidae. De wetenschappelijke naam van de soort is voor het eerst geldig gepubliceerd in 1979 door Chen.